# Каподаква (Л'Аквила)
Каподаква (итал. Capodacqua) је насеље у Италији у округу Л'Аквила, региону Абруцо.
Према процени из 2011. у насељу је живело 74 становника. Насеље се налази на надморској висини од 377 м.